# Kerncentrale Enrico Fermi
Kerncentrale Enrico Fermi (ook genoemd kerncentrale Trino Vercellese, Italiaans:Centrale elettronucleare Enrico Fermi) was een kerncentrale in Italië bij het dorp Trino aan de rivier de Po.
De naam komt van de Italiaanse natuurkundige Enrico Fermi, die aan de eerste kernreactor bouwde: het Manhattanproject.
De centrale had één drukwaterreactor (PWR).
Na het referendum uit 1987 is besloten tot een kernuitstap van Italië en daarom is de reactor in 1990 stilgelegd.
De centrale wordt nu ontmanteld door Società Gestione Impianti Nucleari (SOGIN) die ook de eigenaar is.
| Reactorblok  | Reactortype | Vermogen | Begin bouw | Inbedrijfname | Stillegging |
| ------------ | ----------- | -------- | ---------- | ------------- | ----------- |
| Enrico Fermi | PWR         | 270 MW   | 1961       | 1965          | 1990        |